# Jacques Bretel
Jacques Bretel (fl. XIII secolo) è stato un trovatore francese, meglio conosciuto per la sua opera Le Tournoi de Chauvency.
Le Tournoi de Chauvency è la sua unica opera conosciuto e datata. È un poema lungo 4500 versi che raccontano le vicende di un torneo tenutosi durante i sei giorni di una festa data da Luigi V, conte di Chiny in ottobre 1285 a Chauvency-le-Château. È senza dubbio un capolavoro della letteratura francese medievale e, in ogni caso, uno dei migliori compendi di opere di corte del periodo.
Le Tournoi de Chauvency è conservato in un manoscritto presso la Bodleian Library presso la Università di Oxford.